# محمود الرنكوسي
محمود بَعْيون الرنكوسي هو محمود بن قاسم بن ضاهر بَعْيون الرنكوسي ثم الدمشقي.

## حياته
ولد في قرية رنكوس القريبة من دمشق في 1910. توفيت والدته عندما كان عمره سنتين، فاعتنى به والده. أتم حفظ القرآن وهو ابن 6 سنوات، ثم رحل إلى دمشق عندما بلغ الثانية عشرة، وهناك نزل بدار الحديث الأشرفية ولازم دروس الشيخ بدر الدين الحسني.
ساهم في تأسيس جمعيّة الأخوّة الخيرية في رنكوس في 1946. عُيّن مدرساً دينيّاً في 1963 ودرّس في مساجد عديدة منها جامع السوق العتيق وكان إماماً فيه أيضاً، وجامع التوبة، وجامع يلبغا، والجامع الأموي، كما درّس في الكلية الشرعية وفي المدرسة الكاملية، وفي مدرسة دار الحديث الأشرفية التي قام بتجديدها وكان يترأسها، كما كان عضواً في رابطة العلماء السوريين.
من أبرز تلاميذه الشيخ حسين صعبية الذي ولي مشيخة دار الحديث الأشرفية من بعده.

## شيوخه
- والده الشيخ قاسم، قرأ عليه القرآن.
- بدر الدين الحسني، لزم دروسه بدار الحديث.
- أبو الخير الميداني، لازمه 35 عاماً حيث حضر دروسه في جامع التوبة وقرأ عليه علوماً شتى وأخذ عنه الطريقة النقشبندية وسافر معه إلى مصر.[2]

## مؤلفاته
من مؤلفاته:
- المعرفة الحقيقية لدار الحديث الأشرفية.
- الدرر اللؤلؤية في العقود البدرية، فيه ترجمة شيخه بدر الدين الحسني.
- القضاء الرباني بوفاة المرحوم الشيخ أبو الخير الميداني، فيه ترجمة ومناقب شيخه أبي الخير الميداني.

## وفاته
توفي محمود الرنكوسي صباح الثلاثاء 4 أبريل 1985 الموافق 12 رجب 1405 هـ، وصلي عليه بالجامع الأموي ودفن بمقبرة الدحداح.